# Adolf W. Edelsvärd

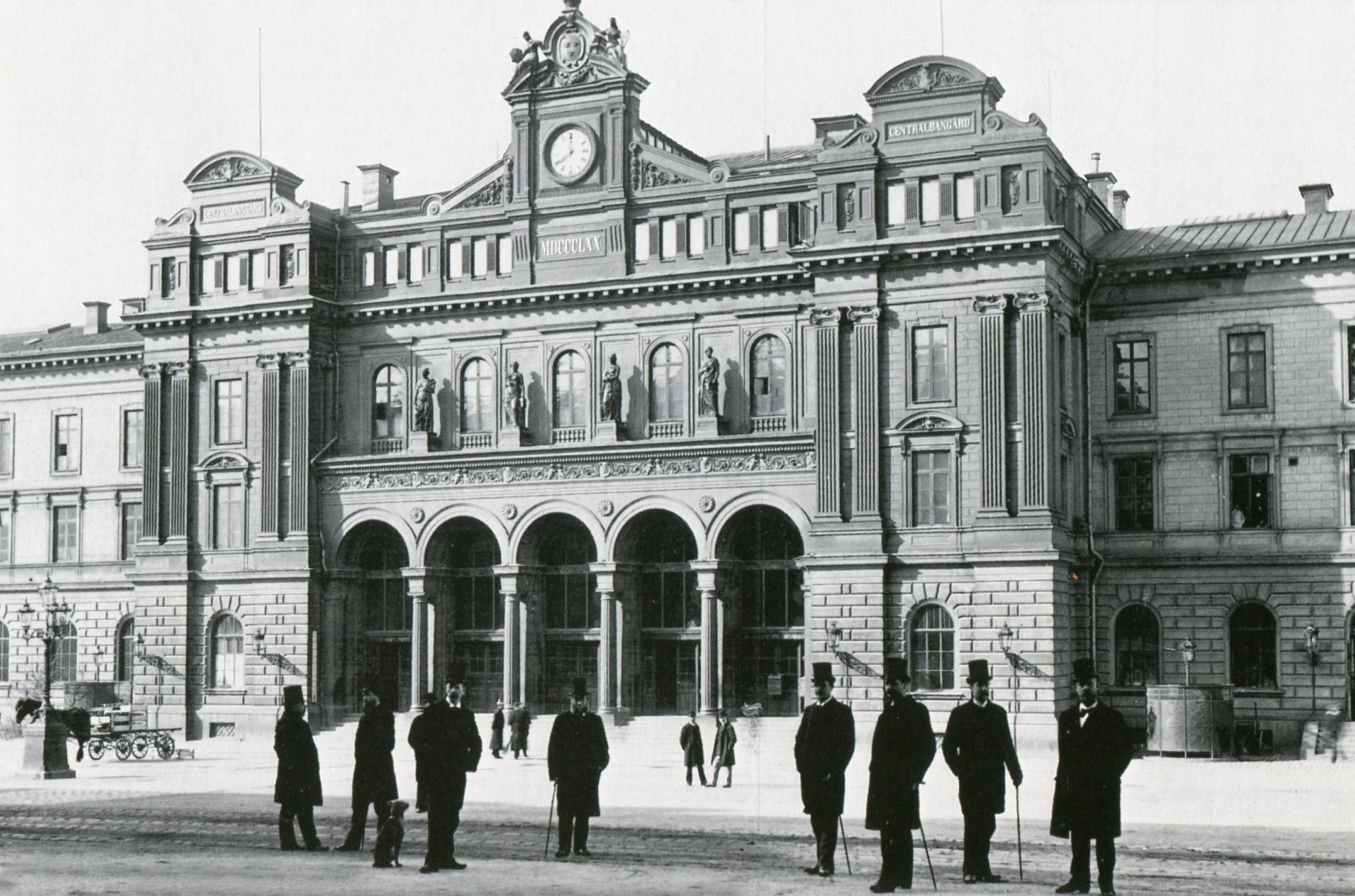
Stockholms Centralstation

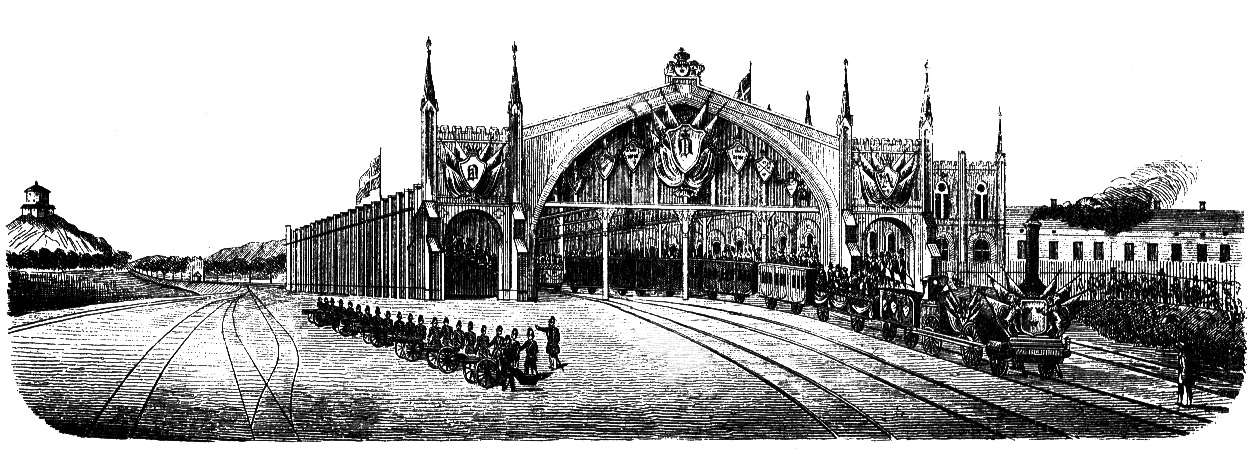
Göteborgs centralstation

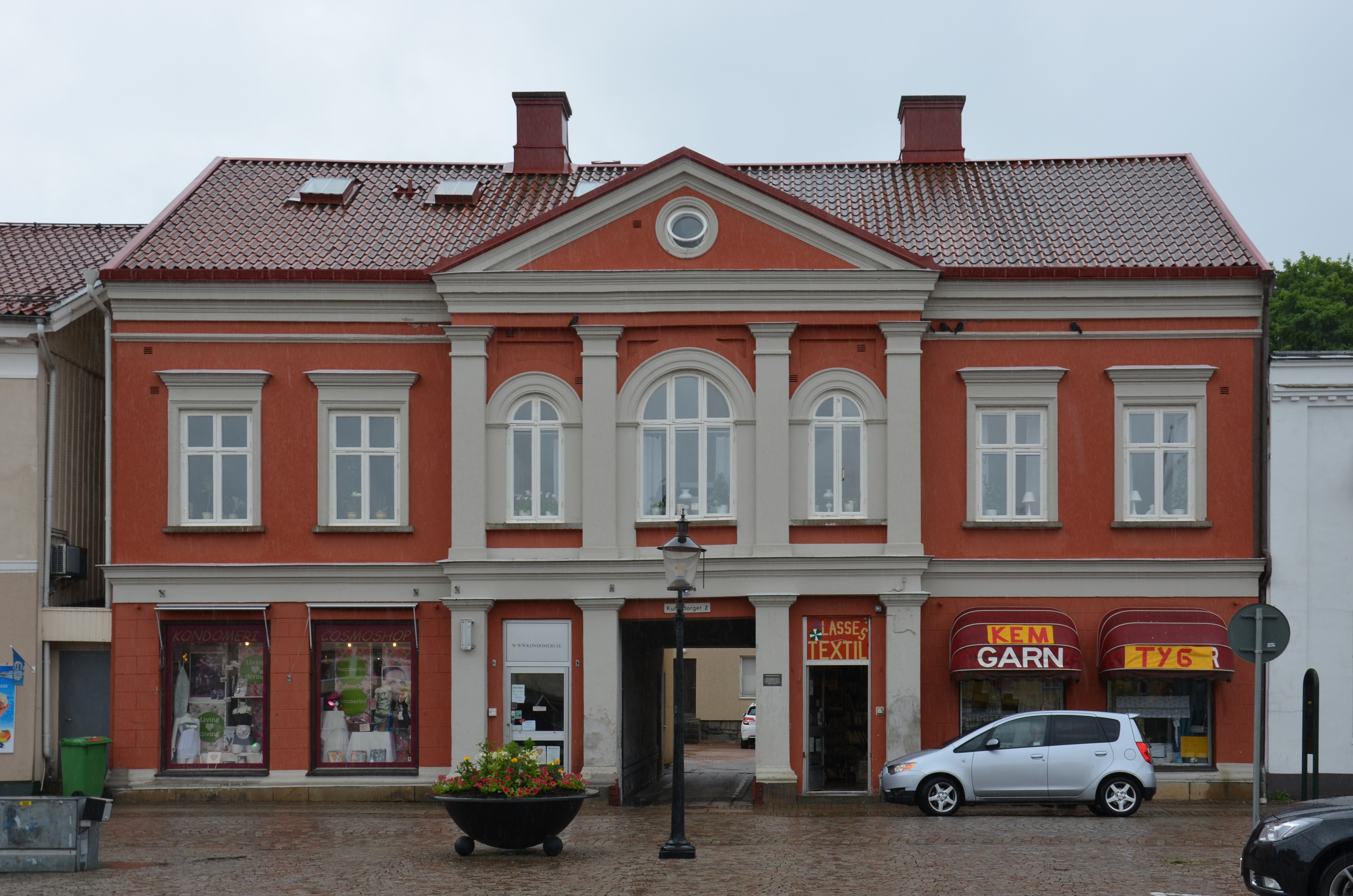
Thorburnska huset i Uddevalla

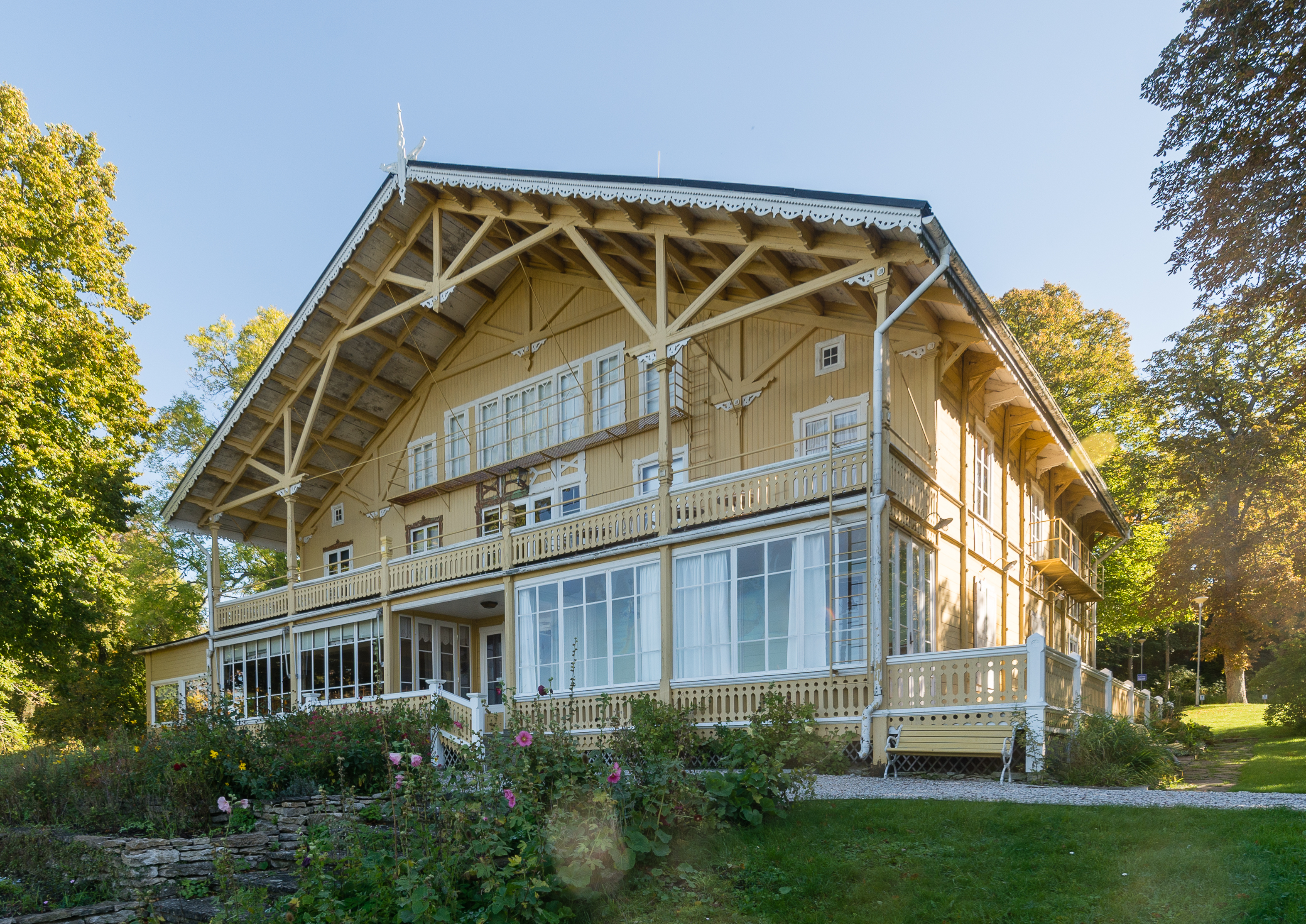
Villa Fridhem på Gotland.

Adolf Wilhelm Edelsvärd, född 28 juni 1824 i Östersund, död 15 oktober 1919 i Stockholm, var en svensk arkitekt och (militär) samt fortifikationsingenjör. Han var son till militären Wilhelm Edelsvärd och far till kammarherre Wilhelm Edelsvärd.

## Biografi
Adolf Wilhelm Edelswärd var son till Fredrik Wilhelm Edelsvärd, som var militär, ingenjör och även intresserad av utveckling inom lantbruket. Adolf Wilhelm Edelswärd gick samma väg som sin far och blev 1844 antagen som underlöjtnant vid Dalregementet, men fick året därpå transport till Ingenjörkåren och tjänstgjorde sedan i flera år vid fortifikationsarbetena på rikets fästningar. Han studerade även civil arkitektur, såväl i hemlandet som på kontinenten och i England.

## Privatpraktiserande arkitekt i Göteborg

Ritning från 1862 av Edelsvärd, med en akvarell, som visar förslaget till nybyggnad för Göteborgs folkbibliotek.

Efter de tolv utbildningsåren kunde Edelsvärd starta sin verksamhet som projekterande arkitekt med eget kontor i Göteborg. Under hans tio år i staden – från 1850 till 1860 – kännetecknas hans yrkesutövning av en komplex kombination av officersplikter, expanderande privat verksamhet och ett omfattande engagemang i husbyggandet vid de statliga järnvägarna. Den unge arkitekten Edelsvärd fick uppdrag av de mest skilda slag; barnhus, bibliotek, bostadshus, cafépaviljong, fabriker, fattighus, konstutställningar, kyrkor, ladugård, museum, orangeri, skolhus och inte minst stationshus. Invigningen 1859 av Hagakyrkan blev ett glansfullt krön på Edelsvärds verksamhet i Göteborg.
Bland övriga uppdrag i Göteborg kan särskilt nämnas Trädgårdsmästarebostad vid Överås (1852), Wijkska huset (1853), Villa Odinslund (cirka 1855), Barnhuset på Stampen (1857), Engelska kyrkan (1857), Stationshus och banhall (1858), Bostadshus vid Klippan (1858), Sankta Birgittas kapell (1858), Skolhus vid Klippan (1859), Hagakyrkan (1859) Dicksonska stiftelsens hus (1860) och Navigationsskolan (1862).

## Vid Kungliga Järnvägsstyrelsen
Adolf W. Edelsvärd anställdes 1855 som Statens Järnvägars chefsarkitekt, ett år innan de första bansträckorna öppnades. Under hans 40 år i ledningen för Statens Järnvägars arkitektkontor uppfördes inte mindre än 5 725 byggnader vid de av staten byggda huvudlinjerna, därav 297 stationshus. Edelsvärd lade stor vikt vid stationshusets stil och funktion – alltifrån de stora centralstationerna i Stockholm, Göteborg och Malmö till linjestationernas små stationshus, som ofta utfördes efter standardmodeller:
- Boxholmsmodellen
- Byskemodellen
- Gnestamodellen
- Habomodellen
- Hällnäsmodellen
- Jonseredsmodellen
- Katrineholmsmodellen
- Partilledsmodellen
- Sparreholmsmodellen
- Vännäsmodellen

Då stationsplatsen var utsedd ankom det på Edelsvärd att utplacera och utforma de olika till en station hörande byggnader. Han nöjde sig dock inte med att enbart studera byggnadernas utformning utan ansåg att de borde ses i ett större sammanhang och han hade därför även tankar och idéer angående stadsplaneringen i samband med byggandet av det svenska järnvägsnätet. Han angav ett par punkter som han ansåg borde följas vid planläggandet av landsortsstäder eller förstäder. Staden skulle bl a förses med torg, öppna platser och planteringar; vidare skulle den delas i två hälfter av parallella huvudgator (se Katrineholm) åtskilda av en park med alléer.
Det skulle avsättas välbelägna tomter för publika byggnader. Med "välbelägna" avsåg Edelsvärd, att de borde placeras i stadens centralaxel, vars poler skulle utgöras av stationshuset och kyrkan. Här skulle även stationsbyggnaden få en "monumental tyngd" då den bildade fond i ett centralt stadsparti. Idag kan man se spår av hans tankar och idéer i städer som Nässjö där stationsbyggnaden var ortens första offentliga byggnad och fick utgöra utgångspunkten i stadsplanen och där en esplanad leder från stationsbyggnaden till Stortorget och i Hässleholm där stationsbyggnaden och kyrkan ligger i respektive ändpunkt av stadens huvudgata.
Många av Edelsvärds stationshus finns kvar, särskilt vid de större stationerna: Stockholm C, Göteborg C, Malmö C, Norrköping C, Uppsala C, Linköping C och Örebro C, men av de mindre – där tågen inte längre stannar – har åtskilliga numera tagits bort. Vid Västra stambanan finns tre likartade stationshus i Alingsås, Skövde C och Töreboda.
Vid sidan av sin verksamhet som järnvägsarkitekt ritade Edelsvärd även andra byggnader och bland hans kyrkobyggnader måste nämnas Hagakyrkan, Engelska kyrkan och S:ta Birgittas kapell alla i Göteborg samt Trollhättans kyrka tillika Jonsereds kyrka, Taxinge kyrka och Sandarne kyrka. I Uddevalla uppfördes Kampenhofs bomullsspinneri på 1850-talet, rivet 1982. Thorburnska huset vid Kungstorget i samma stad finns kvar. För Stockholmsutställningen 1866 ritade han utställningshallen i Kungsträdgården. Edelsvärd är begravd på Solna kyrkogård.

## Ledamotskap
- Kungliga Lantbruksakademien
- Akademien för de fria konsterna

## Bildgalleri

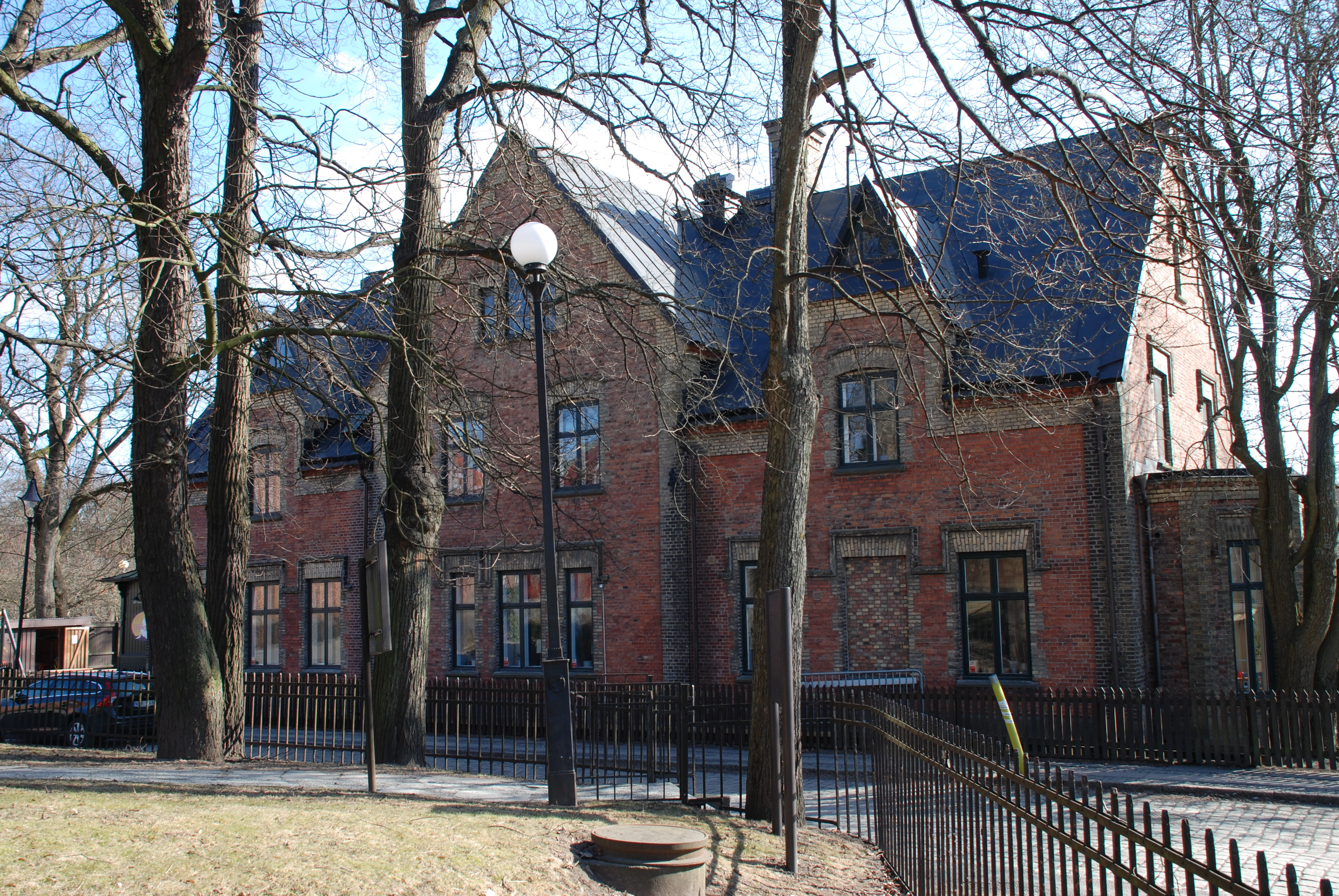
Klippans skolhus, 1858
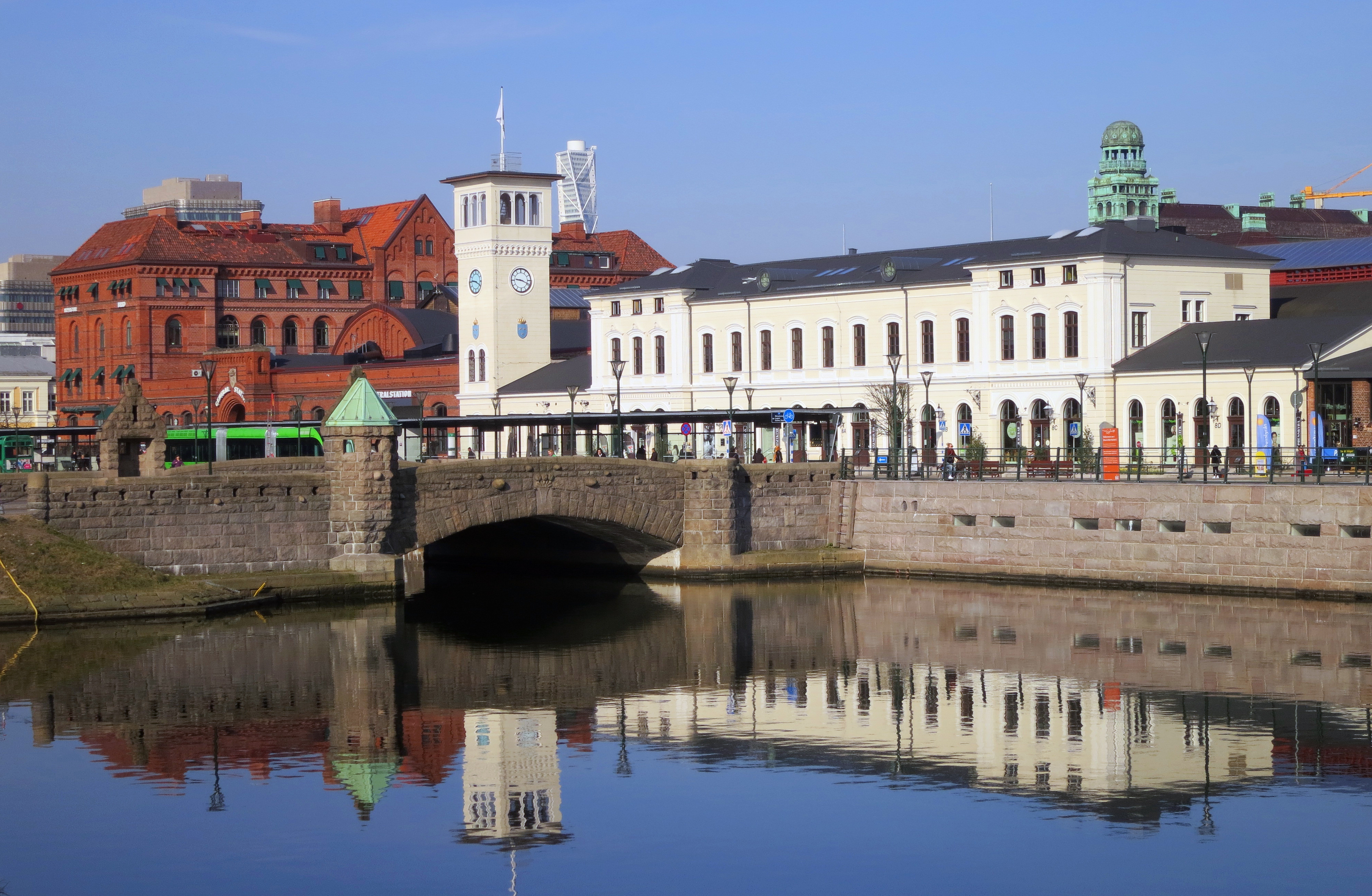
Malmö centralstation, 1858
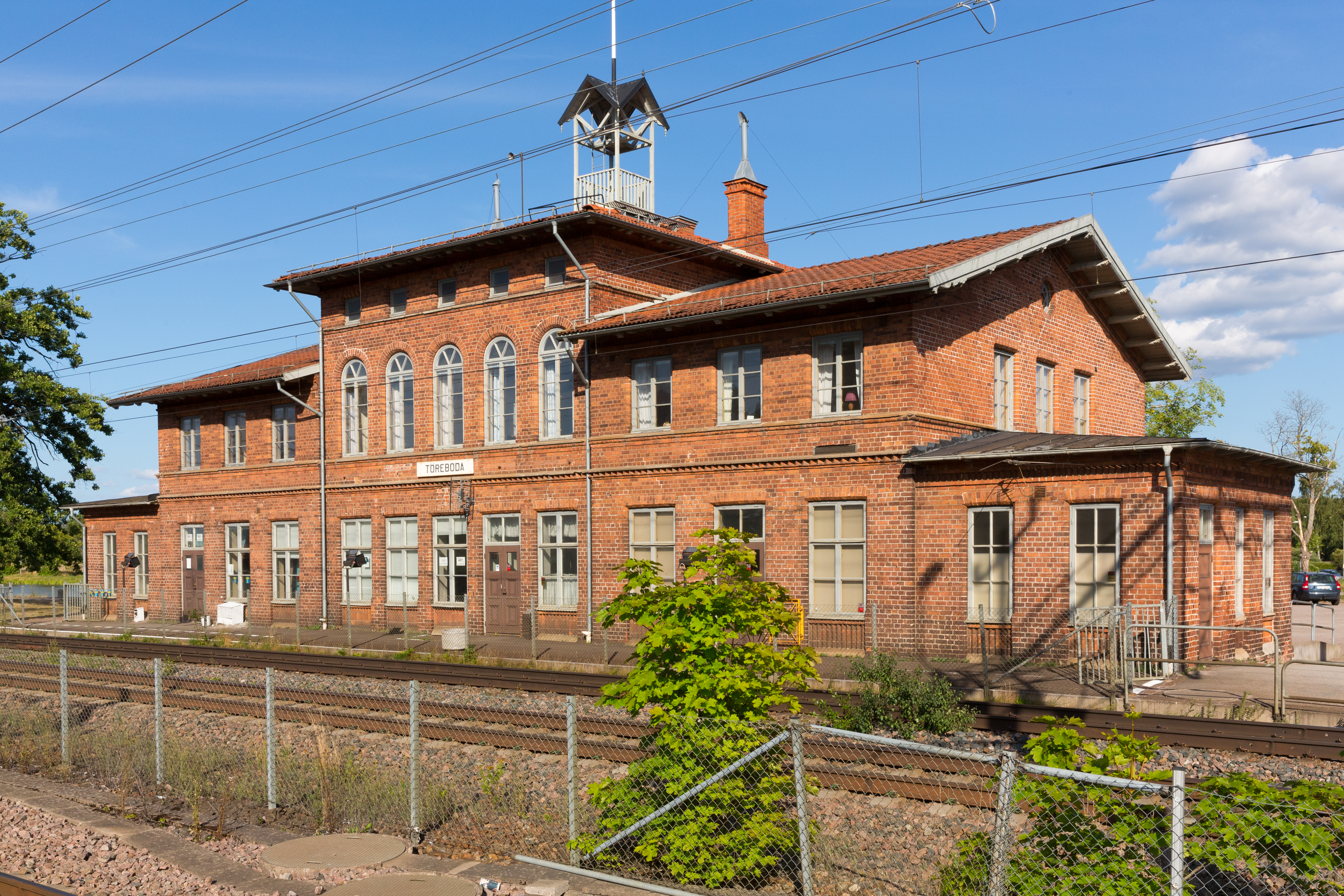
Töreboda station, 1859
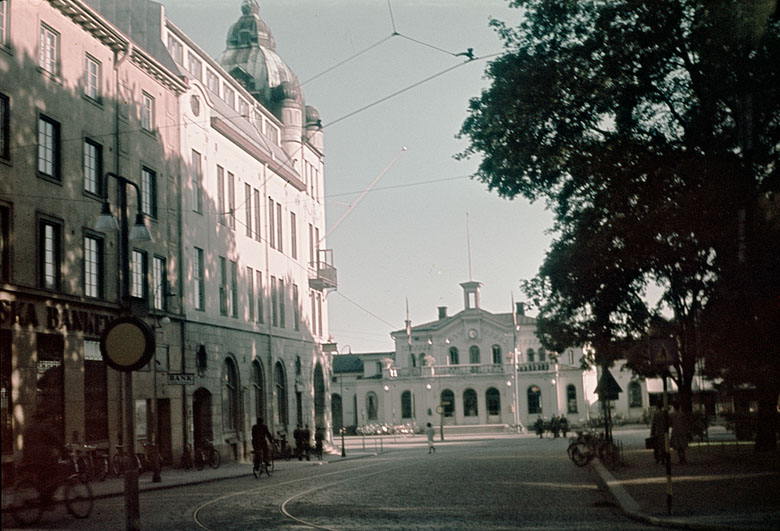
Jönköpings gamla centralstation, 1864
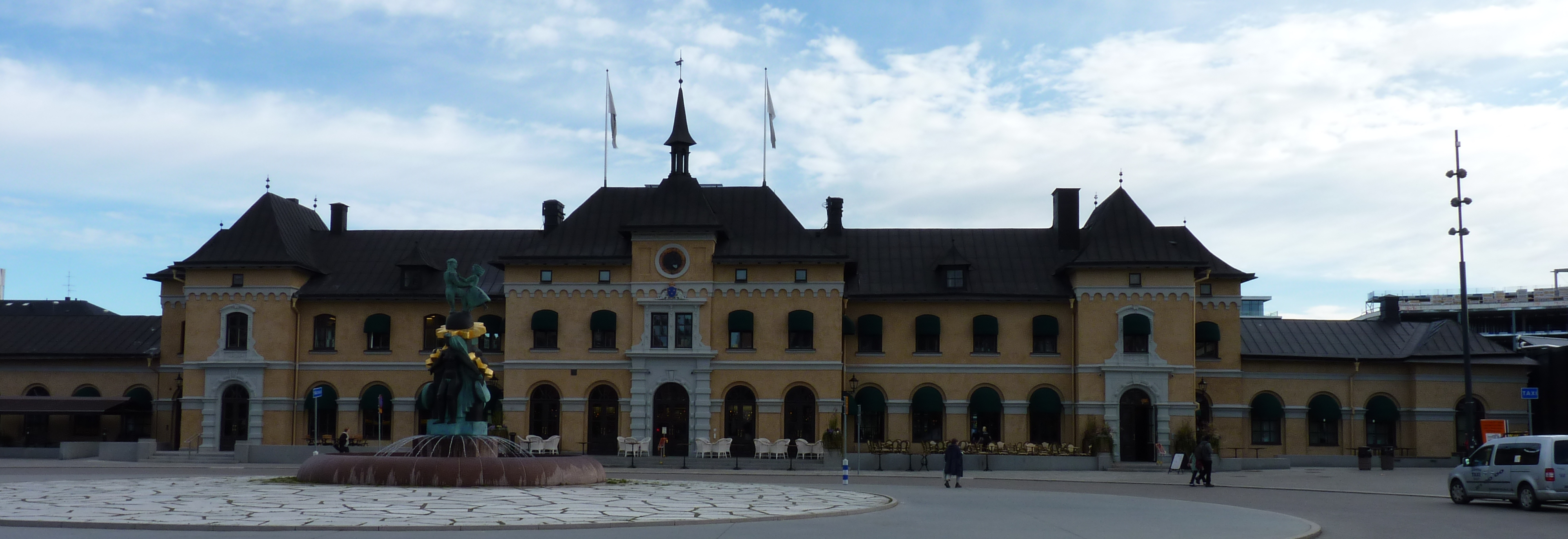
Uppsala centralstation, 1866
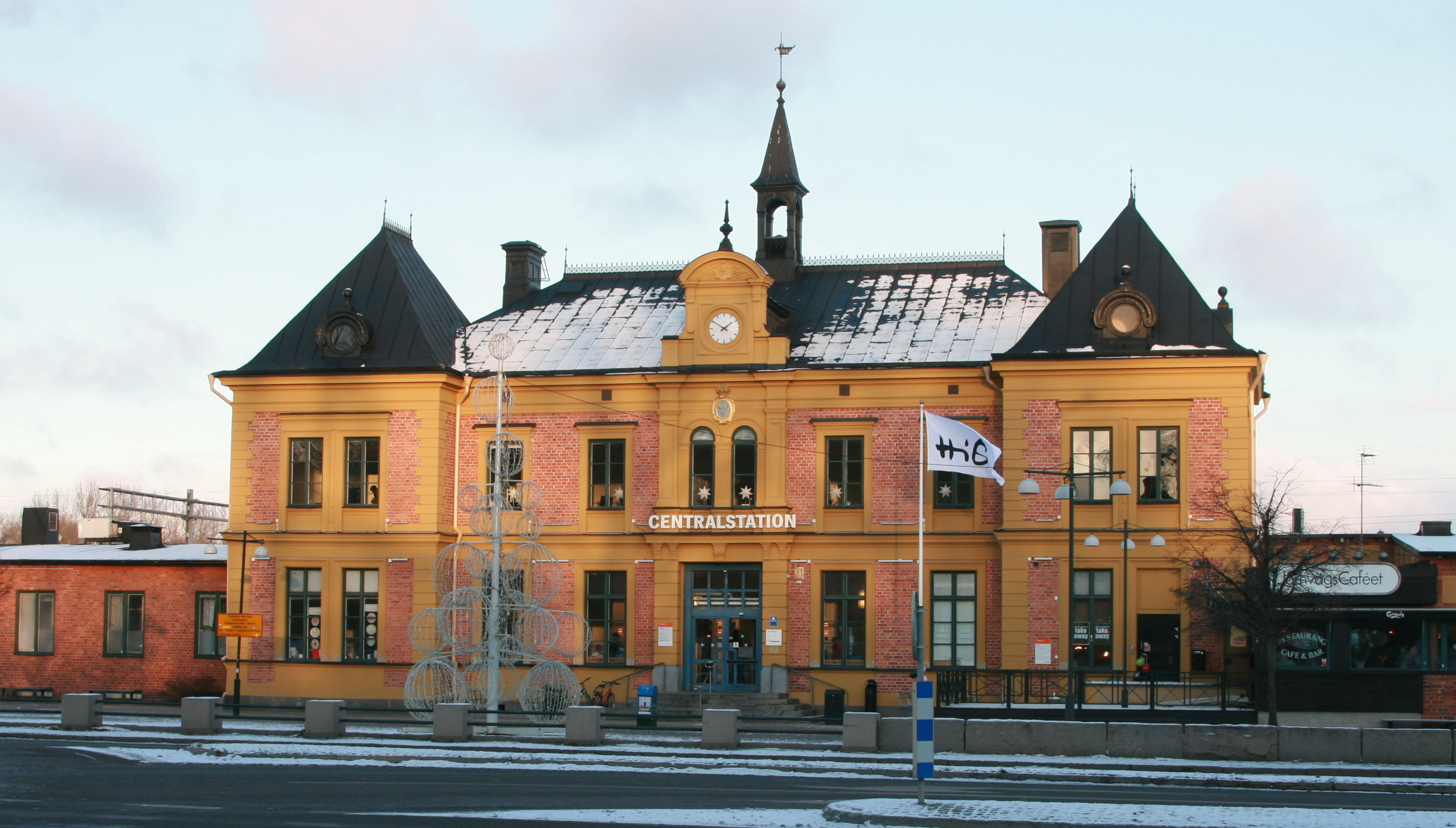
Linköpings centralstation, 1872

## Utmärkelser[4]
- Riddare av Vasaorden - 4 november 1862
- Riddare av Nordstjärneorden - 23 juli 1866
- Riddare av Sankt Olavs Orden - 22 juli 1882
- Kommendör av Vasaorden 1kl - 1 december 1888